# Brian Donohoe

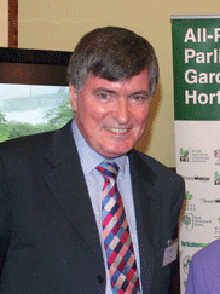
Brian Donohoe

Sir Brian Harold Donohoe (* 10. September 1948 in Kilmarnock) ist ein schottischer Politiker.

## Leben
Donohoe wurde 1948 in Kilmarnock geboren, wuchs jedoch in Irvine auf. Er besuchte dort die Irvine Royal Academy, bevor er an das Kilmarnock Technical College wechselte. Donohoe blieb im technischen Bereich und absolvierte eine Ausbildung an der Ailsa-Werft. Zwischen 1970 und 1977 war er im Kernkraftwerk Hunterston angestellt, bevor er als technischer Zeichner bei ICI arbeitete. Ab 1981 bis zu seiner Wahl in das britische Parlament arbeitete Donohoe dann als Bezirksleiter für die Gewerkschaft NALGO.
Donohoe ist verheiratet und Vater zweier Kinder.

## Politischer Werdegang
Nachdem der Labour-Politiker David Lambie zu den Unterhauswahlen 1992 nicht mehr antrat, stellte die Labour Party Donohoe in dessen Wahlkreis Cunninghame South als Nachfolger auf. Am Wahltag erhielt er einen Stimmenanteil von 52,9 % und zog in der Folge erstmals in das House of Commons ein. Bei den folgenden Wahlen 1997 und 2001 verteidigte Donohoe sein Mandat ungefährdet.
Im Zuge der Wahlkreisreform wurde der Wahlkreis Cunninghame South zum Ende der Wahlperiode aufgelöst. Zu den Unterhauswahlen 2005 kandidierte Donohoe daher in dem neugeschaffenen Wahlkreis Central Ayrshire, in dem weite Teile seines alten Wahlkreises aufgegangen waren. Er gewann das Mandat und verteidigte es bei den Unterhauswahlen 2010. Infolge massiver Stimmgewinne der SNP schied Donohoe bei den Unterhauswahlen 2015 im Alter von 66 Jahren aus dem House of Commons aus. Das Mandat gewann die SNP-Kandidatin Philippa Whitford.
Im Parlament war Donohoe Mitglied verschiedener Ausschüsse im Themenfeld Verkehr. 2008 wurde er zum Parliamentary Private Secretary von Andrew Adonis bestellt, der zunächst einen juniorministeriellen Posten im Verkehrsministerium innehatte. Donohoe behielt diese Position als Adonis als Verkehrsminister eingesetzt wurde.